# Casa de Blois
Els Tibaldians o casa de Blois foren un llinatge sorgit de la noblesa franca, en el qual els membres principals es van anomenar Tibald (Thibaldus en llatí). Hereus dels vescomtes de Blois, els tibaldians van acumular els comtats de Blois, de Chartres, de Châteaudun, de Troyes, de Meaux - com a successors dels Herbertians - i altres, i després foren comtes de Xampanya, i finalment reis de Navarra. També van controlar l'arquebisbat de Bourges. La seva potència els va enfrontar als comtes d'Anjou i als reis capets, el domini reial dels quals estava encerclat per dominis dels tibaldians.

## Genealogia (inicial)
```
Els ancestres són desconeguts
|
|→
Tibald anomenat el Vell o 
l'ancià
, vescomte de Blois († 
940
)
X Riquilda de Bourges, també coneguda com 
Riquilda del Maine
 (+ després de 942)
|
|→Ricard, arquebisbe de Bourges († 
969
)
|→
Thibald anomenat 
el Trampós
, comte de Blois, 
Chartres
, i de 
Châteaudun
 († vers 
978
)
| X Lietgarda de Vermandois
| |
| |→Tibald († 
962
)
| |→Hug, arquebisbe de Bourges (969 † 
985
)
| |→
Eudes I
, comte de Blois († 
996
)
| | X 
Berta de Borgonya

| | |
| | |→Tibald († 
1004
)
| | |→
Eudes II
, comte de Blois-Xampanya († 
1037
)
| | | X Matilde de Normandie
| | | X Ermengarda d'Alvèrnia
| | |→Agnes
| | X Jofré II, vescomte de 
Thouars

| |
| |→Emma de Blois
| X 
Guillem Braç de Ferro
, comte de Poitiers
|
|→NN.
X 1 
Alan II de Bretanya
, anomenat Barbe Torta
X 2 
Folc II el Bo
 († 958), comte d'Anjou
```